# Кернен Омлоп Эхт-Сюстерен
Кернен Омлоп Эхт-Сюстерен (нидерл. Kernen Omloop Echt-Susteren) — шоссейная однодневная велогонка, проводившаяся в Нидерландах по дорогам общины Эхт-Сюстерен, провинция Лимбург. С 2010 года входила в календарь UCI Europe Tour под категорией 1.2.

## Призёры
| Год  | Победитель       | Второй            | Третий             |
| ---- | ---------------- | ----------------- | ------------------ |
| 2008 | Рик Кавсек       | Ханс Блокс        | Сандер Остландер   |
| 2009 | Джефф Вермёлен   | Барт ван Харен    | Тейс Ал            |
| 2010 | Петер Шультинг   | Михаэль Швейцер   | Веслей Кредер      |
| 2011 | Андрис Смирновс  | Йонас Альстранд   | Йетсе Бол          |
| 2012 | Даниэль Хуэльгор | Даниэль Маклэй    | Тино Тёмель        |
| 2013 | Дилан Груневеген | Тино Тёмель       | Вим Струтинга      |
| 2014 | Фил Баухаус      | Патрик Клаусен    | Ремко те Браке     |
| 2015 | Макс Вальшайд    | Стэн Годри        | Йохим Арисен       |
| 2016 | Дан Мейерс       | Натан Ван Хойдонк | Ян-Виллем Ван Схип |
| 2017 | Робберт Де Греф  | Мортен Хулгард    | Стейн Де Бок       |